# Борис Вілльямс
Борис Вілльямс (англ. Boris Williams; нар. 24 квітня 1957, Версаль, Франція) — французький і британський музикант, барабанщик, відомий по своїй роботі в британському пост-панк-гурті The Cure, в якому грав з 1984 по 1994 роки у якості барабанщика, у гурті замінив барабанщика Енді Андерсона.

## Життєпис
Народився 24 квітня 1957 року в місті Версаль, Франція. У Бориса Вілльямса є двоє братів і чотири сестри. Музикою почав займатися в юному віці, грав у різних музичних колективах граючи на ударних. У гурт The Cure Вілльямс приєднався в 1984 році, з групою він відіграв перший концерт 7 листопада, в Міннеаполісі, штат Мінесота, США. Вілльямс був взятий у гурт на заміну Енді Андерсона. Причиною звільнення Андерсона був гармидер, влаштований ним у готелі під час концертного туру. З гуртом Вілльямс записав вісім студійних, альбомів, які мали комерційний успіх. Гурт The Cure Вілльямс покинув в 1994 році, відігравши останній концерт 13 червня 1993 року в парку Фінсбері. Через деякий час Борис Вілльямс приєднується до The Cure та записує з гуртом альбом-компіляцію «Greatest Hits 2001», але офіційно не приєднується до гурту. В 1989, році Вілльямс брав участь у записі сольного студійного альбому вокаліста Echo & the Bunnymen Ієна Мккаллоха, де він зіграв на ударних в двох піснях.

## Дискографія
The Cure
- The Head on the Door (1985)
- The Cure in Orange (1986)
- Standing on the Beach (1986)
- Kiss Me, Kiss Me, Kiss Me (1987)
- Desintegration (1989)
- Mixed Up (1990)
- Entreat (1991)
- Wish (1992)